# Have
En have er et afgrænset område, med bl.a. planter, beregnet til et bestemt formål. Formålet kan være rekreation, nyttehave, havedyrkning og/eller køkkenhave. En meget stor have kaldes en park. 

## Historisk
De to oldnordiske ord haghae og garth betyder begge oprindelig hegn, gærde eller vold, men gik siden over til at betegne selve den indhegnede plads, have eller gård. Tidligere blev det samme ord også brugt om
- dyrehave
- kohave
- hestehave
- skovhave

Ordet have er fra en tid, da landskabet ikke var indhegnet, som det er i dag. Kreaturerne var enten tøjrede eller under opsyn af en hyrde. Markerne var hegnede frem til høsten. Derefter "opgav man ævred" (hegningen) og brugte kæppene som pindebrænde.
I nutidens forstand er det altså afgrænsningen ("hegnet"), der gør haven til en have. Dette hegn kan tjene flere formål, f.eks. et hegn, der på én gang markerer territoriegrænserne og skærmer jordstykket mod vinden.

## Havens elementer
Haver kan dyrkes og indrettes på mange måder. Skik og brug eller forskellige bestemmelser kan dog betyde at der er begrænsede muligheder for at gøre noget anderledes end naboerne. I haver kan man finde flere elementer, f.eks.:

### Naturtyper
- Græsplæne
- Bed: f.eks. Specialbed, Stenbed
- Køkkenhave/Skærehave
- Prydbusk
- Prydtræ
- Blomst
- Sommerblomst
- Staude
- Stedsegrøn plante
- Hæk

### Faste strukturer
- Typisk:
  - Hegn / Stakit
  - Sti
- Hyppigt:
  - Terrasse
  - Havedam
  - Redskabsskur/-rum
  - Trappe - fx stentrappe, trætrappe.
  - Parterre
- Eventuelt:
  - Gynge
  - Svømmebassin
  - Solur
  - Skulptur
  - Havehus
  - Legehus
  - Hundehus
  - Lysthus
  - Carport
  - Garage

### Mobile strukturer
- Hyppigt:
  - Havestol
  - Havebord
  - Parasol
  - Kompostbunke (eller -beholder)
  - Regnvandsbeholder, regnvandstønde
- Eventuelt:
  - Sandkasse
  - Havetrampolin
  - Havenisse

## Havedyrkning
Havedyrkning er en grænseadfærd: På den ene side beskæftiger man sig med naturen og skal have indsigt i dens virkemåder. På den anden side er havekunst "kultur" (dyrkning). Haver er simpelt hen dyrket natur.
Skematisk fremstilling af spændvidden mellem polerne natur og kultur.
|  |

Havekunstens historie viser mange løsninger på balancen mellem natur og kultur. Bevægelsen er først gået mod mere kultur med et klimaks i barokhaverne (fx Vaux-le-Vicomte). Senere har naturen vundet mere indpas i form af 'naturnær have' og permakultur (fx den projekterede have ved Ground zero-mindesmærket).

Ofte kan professionel hjælp være nødvendig i anlægsfasen eller i en  renoveringsfase. Dette varetages f.eks. af en gartner eller anlægsgartner. Dels skal haven tilpasses kundens ønsker, dels skal den fungere under naturens vilkår, og endelig skal den vise det dyrkede præg.
"Som musikerne er nødvendige for komponisten, sådan er gartnerne nødvendige for havearkitekten". (Gartnertidende II, 1956)